# Gilberto Chocce
Gilberto Chocce (nascido em 22 de março de 1950) é um ex-ciclista peruano que competiu em dois eventos nos Jogos Olímpicos de 1972.